# Kanton Tours-3
Der Kanton Tours-3 ist seit 2015 ein französischer Wahlkreis im Arrondissement Tours, im Département Indre-et-Loire und in der Region Centre-Val de Loire.
Der Kanton besteht aus einem Teil der Stadt Tours und hat 31.669 Einwohner (Stand: 2022).